# ATP Challenger de São Paulo de 2021 - Duplas
Os colombianos Nicolás Barrientos e Alejandro Gómez foram campeões, após a retirada forçada dos brasileiros Rafael Matos e Felipe Meligeni Alves, que formavam a principal dupla favorita do torneio.

Meligeni testou positivo para Covid-19, antes de iniciar o penúltimo dia de competição. Além disso, ele também estava classificado para jogar uma das semifinais da chave de simples contra o italiano Luciano Darderi, que se classificou automaticamente para jogar a final contra o argentino Juán Pablo Ficovich, que venceu e ficou com o título.

Com isso, Barrientos e Gómez, cabeças de chave nº 4, foram oficializados vencedores por WalkOver.

## Cabeças-de-Chave
| 1. Rafael Matos / Felipe Meligeni Alves (Vice-Campeões) 2. Luís David Martínez / Fernando Romboli (Semifinal) | 1. James Cerretani / Luca Margaroli (Primeira Rodada) 2. Nicolás Barrientos / Alejandro Gómez (Campeões) |

## Tabela

### Glossário
| - Q = Qualifier - WC = Wild Card - LL = Lucky Loser | - ALT = Alternate - SE = Special Exempt - PR = Protected Ranking | - w/o = Walkover - r = Retired - d = Defaulted |

### Chave
| Primeira Rodada | Primeira Rodada              | Primeira Rodada | Primeira Rodada | Primeira Rodada |  |    | Quartas de final            | Quartas de final         | Quartas de final | Quartas de final | Quartas de final |  |  | Semifinais | Semifinais               | Semifinais | Semifinais | Semifinais |  |  | Final | Final                            | Final | Final | Final |
|                 |                              |                 |                 |                 |  |    |                             |                          |                  |                  |                  |  |  |            |                          |            |            |            |  |  |       |                                  |       |       |       |
| 1               | R Matos F Meligeni Alves     | 6               | 6               |                 |  |    |                             |                          |                  |                  |                  |  |  |            |                          |            |            |            |  |  |       |                                  |       |       |       |
|                 | R Cid Subervi A Collarini    | 4               | 2               |                 |  |    | 1                           | R Matos F Meligeni Alves | 6                | 6                |                  |  |  |            |                          |            |            |            |  |  |       |                                  |       |       |       |
| WC              | M Alves G Heide              | 3               | 78              | [6]             |  |    | O Luz I Marcondes           | 3                        | 2                |                  |                  |  |  |            |                          |            |            |            |  |  |       |                                  |       |       |       |
|                 | O Luz I Marcondes            | 6               | 6               | [10]            |  |    |                             |                          |                  |                  |                  |  |  | 1          | R Matos F Meligeni Alves | 6          | 6          |            |  |  |       |                                  |       |       |       |
| 3               | J Cerretani L Margaroli      | 5               | 3               |                 |  |    |                             |                          |                  |                  |                  |  |  |            | P Cachín M Cuevas        | 2          | 4          |            |  |  |       |                                  |       |       |       |
|                 | P Cachín M Cuevas            | 7               | 6               |                 |  |    |                             | P Cachín M Cuevas        | 7                | 6                |                  |  |  |            |                          |            |            |            |  |  |       |                                  |       |       |       |
| WC              | D Dutra da Silva P Sakamoto  | 4               | 6               | [10]            |  | WC | D Dutra da Silva P Sakamoto | 63                       | 2                |                  |                  |  |  |            |                          |            |            |            |  |  |       |                                  |       |       |       |
|                 | A González T Seyboth Wild    | 6               | 3               | [5]             |  |    |                             |                          |                  |                  |                  |  |  |            |                          |            |            |            |  |  | 1     | R Matos F Meligeni Alves         |       |       |       |
| PR              | JP Ficovich M Zukas          | 712             | 3               | [10]            |  |    |                             |                          |                  |                  |                  |  |  |            |                          |            |            |            |  |  | 4     | N Barrientos A Gómez vitória por | W     | /     | O     |
|                 | T Lipovsek Puches JI Londero | 610             | 6               | [3]             |  |    | PR                          | JP Ficovich M Zukas      | 4                | 63               |                  |  |  |            |                          |            |            |            |  |  |       |                                  |       |       |       |
|                 | M Vervoort F Zeballos        | 7               | 4               | [3]             |  | 4  | N Barrientos A Gómez        | 6                        | 7                |                  |                  |  |  |            |                          |            |            |            |  |  |       |                                  |       |       |       |
| 4               | N Barrientos A Gómez         | 65              | 6               | [10]            |  |    |                             |                          |                  |                  |                  |  |  | 4          | N Barrientos A Gómez     | 6          | 7          |            |  |  |       |                                  |       |       |       |
| ALT             | L Darderi J Nikles           | 6               | 1               | [10]            |  |    |                             |                          |                  |                  |                  |  |  | 2          | LD Martínez F Romboli    | 4          | 5          |            |  |  |       |                                  |       |       |       |
| ALT             | F Juárez G Villanueva        | 2               | 6               | [12]            |  |    | ALT                         | F Juárez G Villanueva    | 4                | 64               |                  |  |  |            |                          |            |            |            |  |  |       |                                  |       |       |       |
| WC              | J Pereira G Roveri Sidney    | 1               | 6               |                 |  | 2  | LD Martínez F Romboli       | 6                        | 7                |                  |                  |  |  |            |                          |            |            |            |  |  |       |                                  |       |       |       |
| 2               | LD Martínez F Romboli        | 6               | 78              |                 |  |    |                             |                          |                  |                  |                  |  |  |            |                          |            |            |            |  |  |       |                                  |       |       |       |